# ستایکووتسه
ستایکووتسه (به صربی: Stajkovce) یک منطقهٔ مسکونی در صربستان است که در ولاسوتینتسه واقع شده‌است. ستایکووتسه ۸٫۷۰ کیلومتر مربع مساحت و ۱٬۵۳۸ نفر جمعیت دارد و ۲۸۱ متر بالاتر از سطح دریا واقع شده‌است.